# Aurelio Fierro
Aurelio Fierro (ur. 13 września 1923 w Montelli, zm. 11 marca 2005 w Neapolu) – włoski piosenkarz popularny w latach 50. Specjalizował się w piosence neapolitańskiej. 5-krotny zwycięzca Festiwalu Piosenki Neapolitańskiej: w 1956, 1958,1961, 1965 i 1969 roku (co jest rekordem tego festiwalu). Autor gramatyki języka neapolitańskiego (1989).

## Życiorys
Aurelio Fierro urodził się jako szóste z jedenaściorga dzieci kupca Don Raffaele. Jako dziecko śpiewał w chórze parafialnym. Podczas wojny wstąpił do Liceo Scientifico, po czym przeniósł się do Neapolu aby studiować na Wydziale Inżynierii, który ukończył z dyplomem. W 1950 roku, zachęcony przez kolegów, którzy mieli okazję usłyszeć jego śpiew, wystąpił w zorganizowanym przez wydawnictwo Curci konkursie nowych głosów, który wygrał. Śpiewał klasyczne piosenki neapolitańskie jak: „I te vurria vasà” czy „Voce ‘e notte”. Aby je nagrać, podpisał w 1951 roku swój pierwszy kontrakt z mediolańską wytwórnią Durium. W 1952 roku z piosenką „Rose poveri rrosse!” wygrał Festival di Castellammara di Stabia. W 1954 roku zadebiutował na Festiwalu Piosenki Neapolitańskiej z piosenką „Scapricciatiello”, która stała się wielkim przebojem we Włoszech zajmując w 1955 roku 1. miejsce na liście przebojów Hit Parade Italia. Zyskała następnie popularność w Stanach Zjednoczonych i Kanadzie torując Aurelio Fierro drogę do udanej kariery. Wówczas postanowił definitywnie poświęcić się karierze piosenkarskiej rezygnując z zawodu inżyniera, który pierwotnie zamierzał wykonywać.
Aurelio Fierro w latach 50. zyskał pozycję tradycyjnego pieśniarza neapolitańskiego, tylko nieznacznie nowoczesnego, uśmiechniętego, dysponującego dobrze ustawionym głosem oraz wyrafinowanym tembrem, od sentymentalnego po aluzyjny i prowokacyjny. Inne jego przeboje z tamtego okresu, to: „Guapparia”, „Cha cha cha napulitano” i „Serenatella sciuè sciuè”. W 1956 roku wygrał Festiwal w Neapolu z piosenką „Guaglione”, która w tym samym roku weszła na 2. miejsce Hit Parade Italia. Piosenkę (pod tytułem „Bambino”) wylansowała we Francji Dalida, a za oceanem – Dean Martin. W tym samym roku Aurelio Fierro ożenił się z Marisą Matone. W 1957 roku zdobył 2. miejsce na Festiwalu w Neapolu z piosenką „Lazzarella” (5. miejsce na Hit Parade Italia). W 1958 roku wygrał Festiwal w Neapolu po raz drugi (z piosenką „Vurria”), a w 1961 – po raz trzeci (z piosenką „Tu si ‘a malincunia”). W latach 1958–1964 sześciokrotnie uczestniczył w Festiwalu w San Remo, jednak nigdy nie udało mu się odnieść na nim zwycięstwa. W 1958 roku zaśpiewał w San Remo 4 piosenki: „Fragole e cappellini” (wspólnie z Claudio Villą i Duo Fasano), „I trulli di Alberobello”, „La canzone che piace a te” i „Timida serenata” (sklasyfikowana na 6. miejscu). W 1959 roku zaprezentował „Lì per lì” w parze z Teddy Reno (5. miejsce) i „Avevamo la stessa età” w parze z Natalino Otto (7. miejsce), w 1961 – „Tu con me” w parze z Carlą Boni, w 1962 – „Lui andava a cavallo” z Gino Bramierim (6. miejsce) i „Cipria di sole z Joe Sentierim (8. miejsce), w 1963 – „Occhi neri e cielo blu” z Claudio Villą (7. miejsce) i „Un capotto rivoltato” z Sergio Brunim (poza finałem), a w 1964 – „Sole pizza e amore” z parze z Mariną Moran.
Zagrał w wielu filmach, głównie muzycznych, od Lazzarella do Quel tesoro di papà i Le donne ci tengono assai. Odbył liczne tournée zagraniczne.
W latach 60. założył własną wytwórnię płytową King, w ramach której wylansował takich piosenkarzy jak Peppino Gagliardi i Tony Astarita.
W 1965 roku wygrał Festiwal w Neapolu po raz czwarty (z piosenką „Serenata all’acqua 'e mare”, wykonaną w parze z Tonym Astaritą), a w 1969 po raz piąty (z piosenką „Preghiera, 'a 'na mamma”, wykonaną w parze z Mirną Doris) ustanawiając rekord ilości zwycięstw na tym festiwalu (5 razy).
Gdy pod koniec lat 60. zainteresowanie piosenką neapolitańską opadło, artysta wycofał się ze sceny muzycznej i przeszedł do polityki; został wybrany radnym, a później założył L’accademia delle Arti e dello Spettacolo, del Turismo e dell’Ecologia.
W 1977 roku, kiedy z powodu problemów ekonomicznych musiał zamknąć wytwórnię King, postanowił powrócić do śpiewania, najpierw na poziomie lokalnym, a następnie światowym, kiedy wyjechał w Japonii dając tam 24 koncerty.
W 1988 roku otworzył w centrum Neapolu restaurację zwaną A canzuncella, specjalizującą się w kuchni neapolitańskiej. Swoim śpiewem przyciągał do niej szerokie rzesze klientów.
Oddany miłośnik języka neapolitańskiego opublikował w 1989 roku książkę, nad którą pracował przez 15 lat; poświęconą gramatyce tego języka. Książka, zatytułowana Grammatica della lingua napoletana, z przedmową Antonia Ghirelli, została zamówiona przez wydawnictwo Rusconi Libri z Mediolanu.

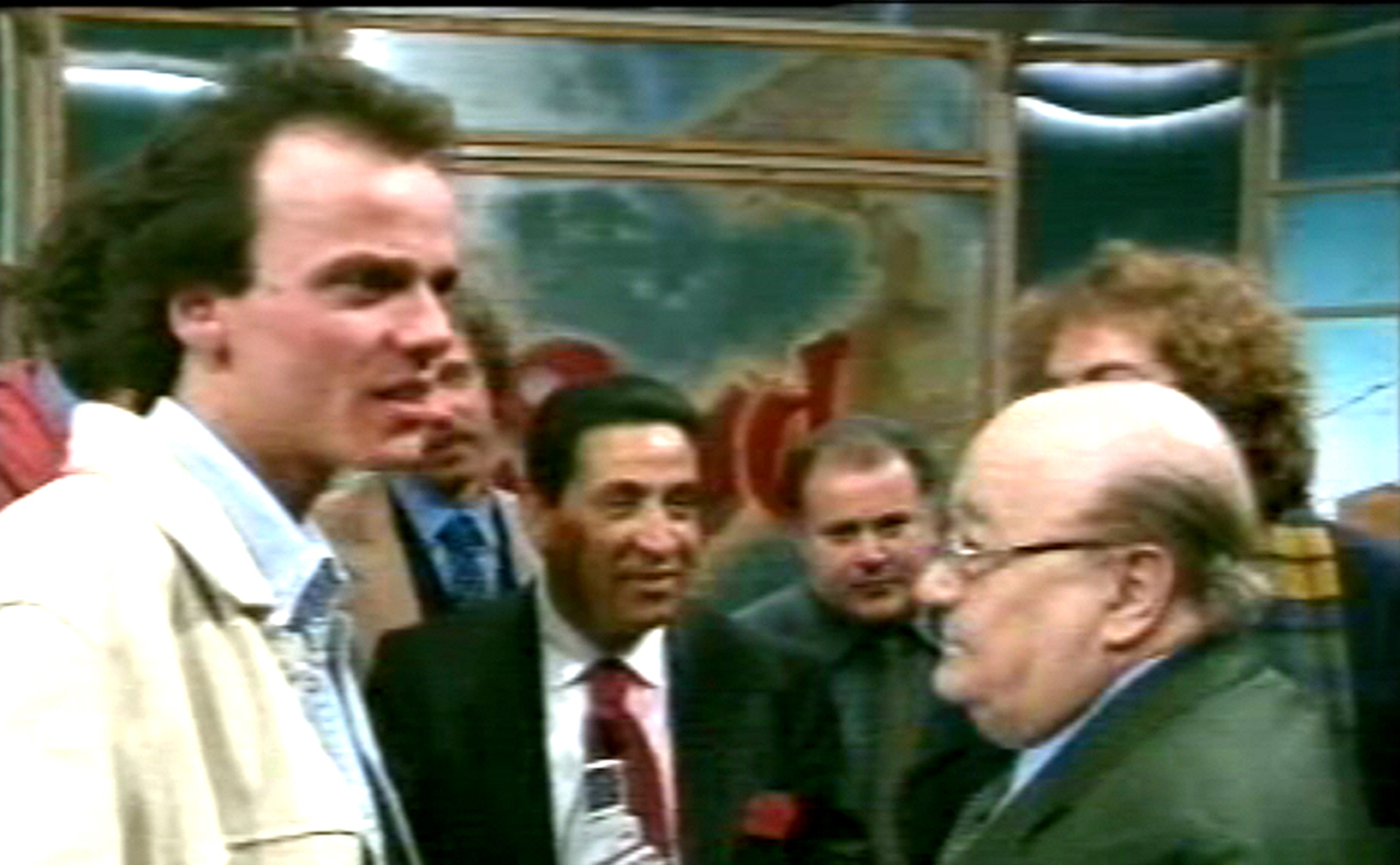
Gigi D'Alessio, Mario Trevi, Aurelio Fierro (1998)

W latach 90. nosił się z zamiarem założenia muzeum piosenki połączonego z niewielkim teatrem, ale projektu tego nie udało mu się zrealizować. Wydał książkę Fiabe e leggende napoletane, po której podjął pracę nad historyczną encyklopedią piosenki, ale nie udało mu się jej wydać. Powrócił do filmu występując w Luna e l’altra w reżyserii Maurizia Nichettiego (1996) oraz w Aitanic w reżyserii Nina d’Angelo (2000).
Latem 2003 roku wystąpił jako gość na Festiwalu Castrocaro śpiewając „'A pizza”. Ostatnim jego publicznym występem była obecność na uroczystości z okazji swoich osiemdziesiątych urodzin, obchodzonych w kościele Santa Maria la Nova w Neapolu.
Aurelio Fierro zmarł w Neapolu, w wieku 81 lat. 18 stycznia został hospitalizowany w szpitalu Cardarelli: długo cierpiał na nieuleczalną chorobę, a przed śmiercią doznał udaru mózgu. Pozostawił dwóch synów, muzyków, Fabrizia i Flavia oraz wnuczka, Aurelia, utalentowanego perkusistę.